# Vidaillat
Vidaillat est une commune française située dans le département de la Creuse, en région Nouvelle-Aquitaine.
Ses habitants sont appelés Vidaillats.

## Géographie
Le territoire communal est arrosé par le Taurion. Le bourg de Vidaillat, proprement dit, est situé à l'ouest du département de la Creuse et au cœur de la région Limousin, à 25 km au sud de Guéret et à 50 km à l'est de Limoges à la jonction des D 34, D 36 et D 45.
|                           | Saint-Hilaire-le-Château | La Pouge              |
| Soubrebost                | Vidaillat                | Chavanat              |
| Saint-Pardoux-Morterolles | Saint-Pierre-Bellevue    | Le Monteil-au-Vicomte |

### Climat
Pour des articles plus généraux, voir Climat de la Nouvelle-Aquitaine et Climat de la Creuse.
Historiquement, la commune est exposée à un climat montagnard.  
En 2020, Météo-France publie une typologie des climats de la France métropolitaine dans laquelle la commune est exposée à un climat de montagne et est dans la région climatique  Ouest et nord-ouest du Massif Central, caractérisée par une pluviométrie annuelle de 900 à 1 500 mm, maximale en automne et en hiver.
Pour la période 1971-2000, la température annuelle moyenne est de 9,9 °C, avec  une amplitude thermique annuelle de 14,9 °C. Le cumul annuel moyen de précipitations est de 1 155 mm, avec 13,2 jours de précipitations en janvier et 8,4 jours en juillet. Pour la période 1991-2020, la température moyenne annuelle observée sur la station météorologique la plus proche, située sur la commune de Pontarion à 6,22 km à vol d'oiseau, est de 10,5 °C et le cumul annuel moyen de précipitations est de 1 155,8 mm,. Pour l'avenir, les paramètres climatiques de la commune estimés pour 2050 selon différents scénarios d’émission de gaz à effet de serre sont consultables sur un site dédié publié par Météo-France en novembre 2022.

## Urbanisme

### Typologie
Au 1er janvier 2024, Vidaillat est catégorisée commune rurale à habitat très dispersé, selon la nouvelle grille communale de densité à 7 niveaux définie par l'Insee en 2022.
Elle est située hors unité urbaine et hors attraction des villes,.

### Occupation des sols
L'occupation des sols de la commune, telle qu'elle ressort de la base de données européenne d’occupation biophysique des sols Corine Land Cover (CLC), est marquée par l'importance des forêts et milieux semi-naturels (58,2 % en 2018), en diminution par rapport à 1990 (59,4 %). La répartition détaillée en 2018 est la suivante : 
forêts (58 %), prairies (34,3 %), zones agricoles hétérogènes (7,5 %), milieux à végétation arbustive et/ou herbacée (0,2 %). L'évolution de l’occupation des sols de la commune et de ses infrastructures peut être observée sur les différentes représentations cartographiques du territoire : la carte de Cassini (XVIIIe siècle), la carte d'état-major (1820-1866) et les cartes ou photos aériennes de l'IGN pour la période actuelle (1950 à aujourd'hui).

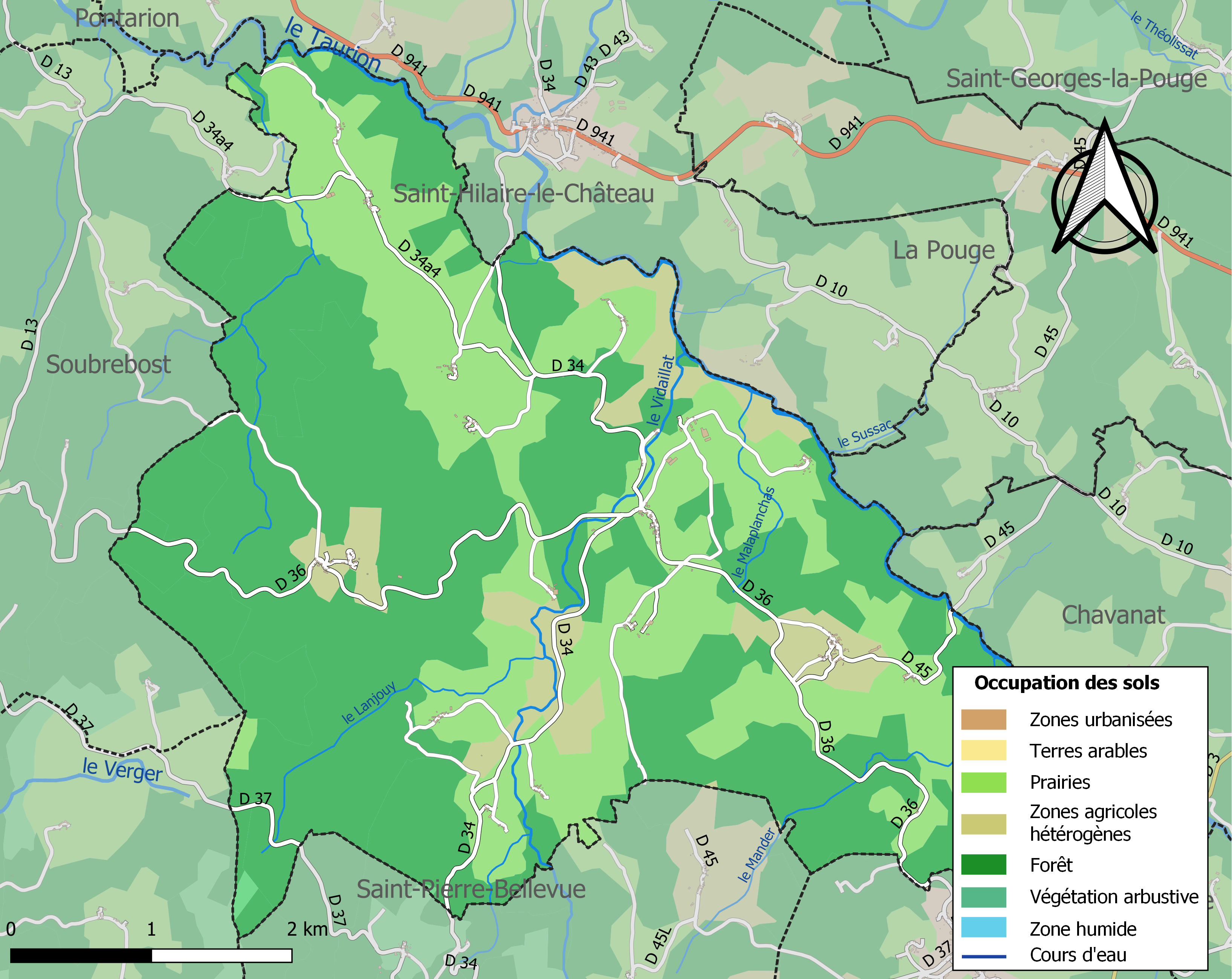
Carte des infrastructures et de l'occupation des sols de la commune en 2018 (CLC).

### Risques majeurs
Le territoire de la commune de Vidaillat est vulnérable à différents aléas naturels : météorologiques (tempête, orage, neige, grand froid, canicule ou sécheresse) et séisme (sismicité faible). Il est également exposé à un risque technologique, la rupture d'un barrage, et à un risque particulier : le risque de radon. Un site publié par le BRGM permet d'évaluer simplement et rapidement les risques d'un bien localisé soit par son adresse soit par le numéro de sa parcelle.

#### Risques naturels

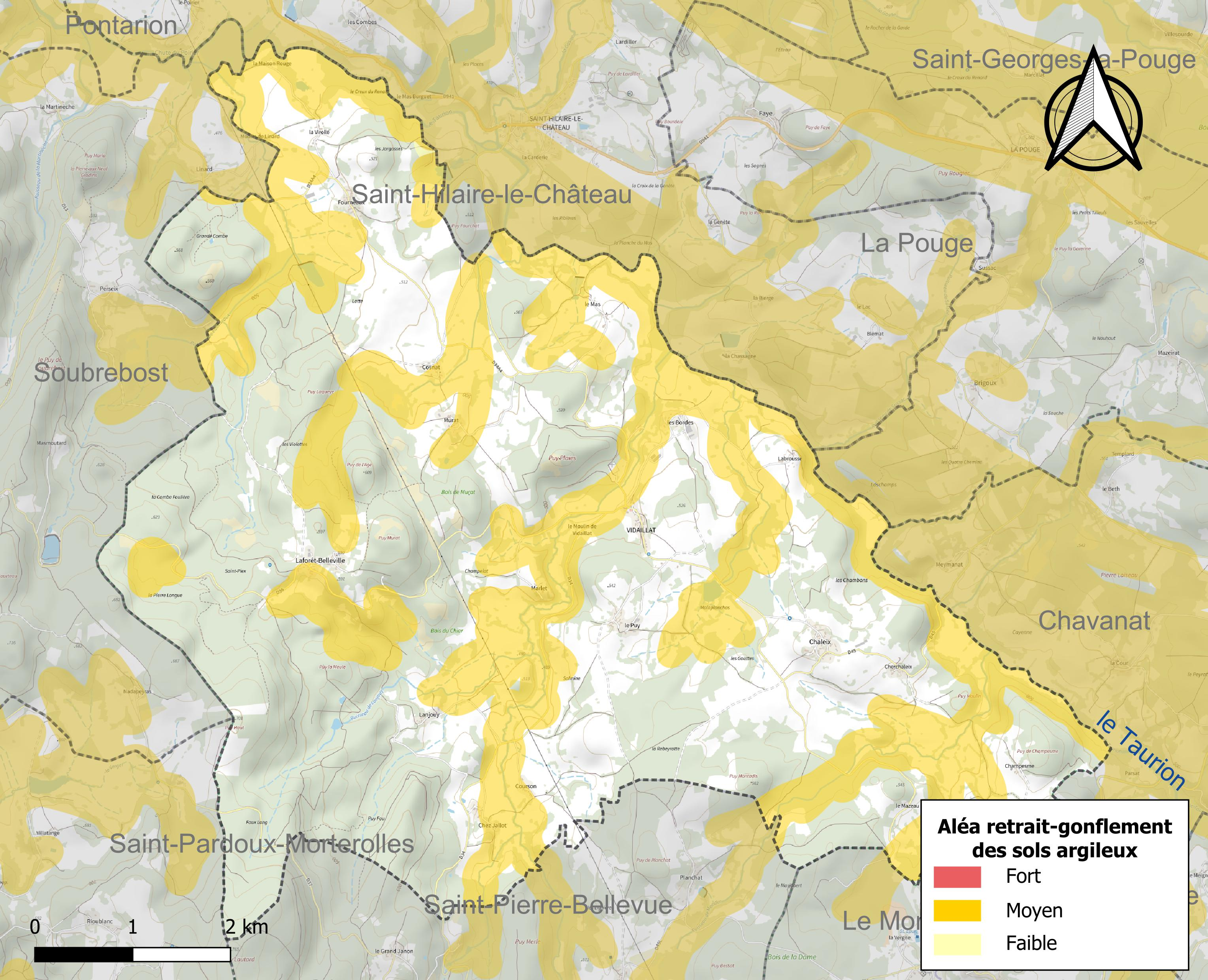
Carte des zones d'aléa retrait-gonflement des sols argileux de Vidaillat.

Le retrait-gonflement des sols argileux est susceptible d'engendrer des dommages importants aux bâtiments en cas d’alternance de périodes de sécheresse et de pluie. 34,9 % de la superficie communale est en aléa moyen ou fort (33,6 % au niveau départemental et 48,5 % au niveau national). Sur les 176 bâtiments dénombrés sur la commune en 2019,  51 sont en aléa moyen ou fort, soit 29 %, à comparer aux 25 % au niveau départemental et 54 % au niveau national. Une cartographie de l'exposition du territoire national au retrait gonflement des sols argileux est disponible sur le site du BRGM,.
Par ailleurs, afin de mieux appréhender le risque d’affaissement de terrain, l'inventaire national des cavités souterraines permet de localiser celles situées sur la commune.
La commune a été reconnue en état de catastrophe naturelle au titre des dommages causés par les inondations et coulées de boue survenues en 1982 et 1999. Concernant les mouvements de terrains, la commune a été reconnue en état de catastrophe naturelle au titre des dommages causés par des mouvements de terrain en 1999.

#### Risques technologiques
La commune est en outre située en aval du  barrage de Lavaud-Gelade, un ouvrage sur le Taurion de classe A soumis à PPI, disposant d'une retenue de 17,4 millions de mètres cubes. À ce titre elle est susceptible d’être touchée par l’onde de submersion consécutive à la rupture de cet ouvrage.

#### Risque particulier
Dans plusieurs parties du territoire national, le radon, accumulé dans certains logements ou autres locaux, peut constituer une source significative d’exposition de la population aux rayonnements ionisants. Certaines communes du département sont concernées par le risque radon à un niveau plus ou moins élevé. Selon la classification de 2018, la commune de Vidaillat est classée en zone 3, à savoir zone à potentiel radon significatif.

## Histoire

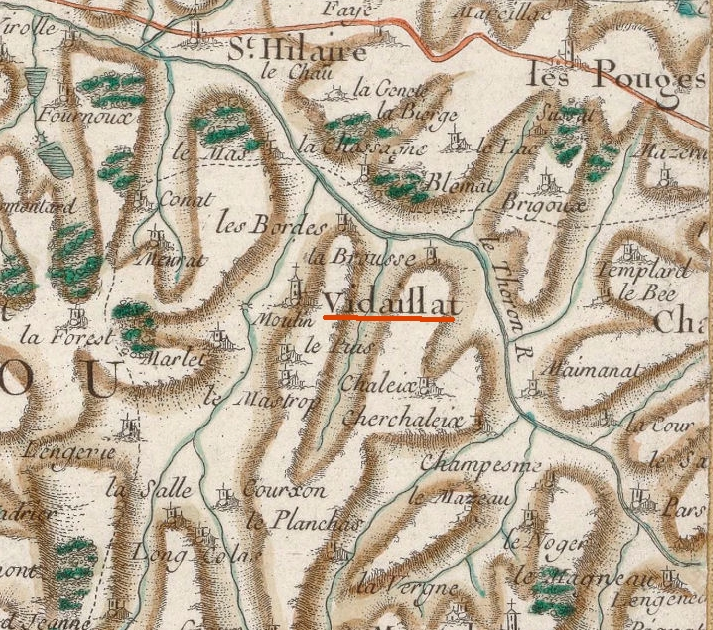
Carte de Cassini du village et de ses hameaux (vers 1750).

L'église de Vidaillat était sous le patronage de Saint Pierre et le monastère du Moutier-d'Ahun était propriétaire de l'église de Vidaillat. Une bulle de 1181 du pape Lucius III confirma les religieux du Moutier-d'Ahun dans la propriété de l'église de Saint-Pierre de Vidaillat.
Au XVIIIè siècle, un moulin à eau fonctionnait sur le Ruisseau de Vidaillat.
La paroisse de Vidaillat appartenait à la Marche, à l'exception des villages de Fournoue, le Chier, Lanjovy, le Mas, la Forêt-Belleville et la Virole, qui étaient en Poitou.
La paroisse de Vidaillat était divisée en deux collectes : Vidaillac (élection de Guéret) et Fournoue (encore appelée Vidaillat-Enclave).
En 1689, la paroisse de Vidaillat comptait dix-neuf villages ou hameaux, outre le Bourg : Les Bordes, Chaleix, Champesme, Cherchaleix, Chez Jallot, Laforest Belleville, Fournaud, Le Noger, Le Mazeau, Courson (ou Gourson), Lanjovie, Le Puy, Marlet, Murât, Cosnat, La Virole, Le Mas, La Brousse, Le Massetrol.
Anciennement, on y comptait un hameau de plus, le Chier, mais il était déjà vacant en 1720.
En 1892, selon le Dictionnaire de Pierre Valadeau, Le Massetrol ne fait plus partie de la commune. Alors qu'aujourd'hui La Maison Rouge et Le Moulin de Vidaillat ont intégré la commune.

### Les Hospitaliers
Les Bordes ont appartenu aux Hospitaliers de l'ordre de Saint-Jean de Jérusalem de la commanderie de Maisonnisses au sein du grand prieuré d'Auvergne. Ces derniers percevant également quelques rentes et la dîme (sur la laine) au village de Cosnat.

## Politique et administration
| Période                                  | Période  | Identité        | Étiquette | Qualité                                          |
| ---------------------------------------- | -------- | --------------- | --------- | ------------------------------------------------ |
| mars 2001                                | en cours | Martine Laporte | PS        | Suppléante du député Michel Vergnier (2007-2017) |
| Les données manquantes sont à compléter. |          |                 |           |                                                  |

## Démographie

### Évolution démographique
L'évolution du nombre d'habitants est connue à travers les recensements de la population effectués dans la commune depuis 1793. Pour les communes de moins de 10 000 habitants, une enquête de recensement portant sur toute la population est réalisée tous les cinq ans, les populations de référence des années intermédiaires étant quant à elles estimées par interpolation ou extrapolation. Pour la commune, le premier recensement exhaustif entrant dans le cadre du nouveau dispositif a été réalisé en 2005.

En 2022, la commune comptait 201 habitants, en évolution de +28,85 % par rapport à 2016 (Creuse : −3,32 %, France hors Mayotte : +2,11 %).
| 1793 | 1800 | 1806 | 1821 | 1831 | 1836 | 1841 | 1846 | 1851 |
| ---- | ---- | ---- | ---- | ---- | ---- | ---- | ---- | ---- |
| 720  | 739  | 775  | 834  | 871  | 986  | 928  | 958  | 929  |

| 1856 | 1861 | 1866 | 1872 | 1876 | 1881 | 1886 | 1891 | 1896 |
| ---- | ---- | ---- | ---- | ---- | ---- | ---- | ---- | ---- |
| 900  | 848  | 862  | 881  | 854  | 870  | 910  | 865  | 812  |

| 1901 | 1906 | 1911 | 1921 | 1926 | 1931 | 1936 | 1946 | 1954 |
| ---- | ---- | ---- | ---- | ---- | ---- | ---- | ---- | ---- |
| 820  | 796  | 723  | 626  | 601  | 508  | 502  | 421  | 359  |

| 1962 | 1968 | 1975 | 1982 | 1990 | 1999 | 2005 | 2006 | 2010 |
| ---- | ---- | ---- | ---- | ---- | ---- | ---- | ---- | ---- |
| 332  | 305  | 225  | 223  | 183  | 162  | 178  | 176  | 169  |

| 2015 | 2020 | 2022 | - | - | - | - | - | - |
| ---- | ---- | ---- | - | - | - | - | - | - |
| 154  | 191  | 201  | - | - | - | - | - | - |

## Lieux et monuments
L'église Saint-Pierre-ès-Liens de Vidaillat, construite au XIVe siècle, est en nef à chevet droit, avec trois travées voûtées sur croisées d'ogives. Deux contreforts supportent un clocher en charpente. L'édifice a été inscrit au titre des monuments historique en 1942.
Classée, cette église est surtout remarquable par son intérieur, où la restauration des voûtes de la nef a permis de mettre au jour des guirlandes de fleurs et des éléments géométriques. Elle abrite des peintures orientales du XVe siècle en ocre rouge, ocre jaune et noir et valorise des petits personnages, dont un tirant la langue. Sous la toiture, des modillons sculptés et variés représentent des visages, des animaux ou des objets semblant soutenir la corniche de granite.
Vidaillat abrite les restes d'une motte castrale dit du Creux du Renard, dit le Vieux Château.
Dans le bas du village, le ruisseau Moulinier permettait à de nombreux moulins de fonctionner.

## Personnalités liées à la commune
- Gilbert-Amable Faure-Conac, né le 5 avril 1755 à Vidaillat, mort le 14 février 1819 à Chénérailles (Creuse), est un officier de marine et député lors de la période révolutionnaire.
- Robert Hendy-Freegard, ressortissant britannique, qui a monté un élevage canin clandestin dans la commune et blessé deux gendarmes lors d'un refus d'obtempérer[29].